# Abimael Santos
Abimael dos Santos Pereira (Toritama, 20 de março de 1985), é um eletricista e político brasileiro. É deputado estadual de Pernambuco pelo PL.

## Biografia
Abimael Santos ocupa pela primeira vez uma cadeira na câmara estadual. Ele foi eleito em 2022 com 43.530 votos.